# Temmels

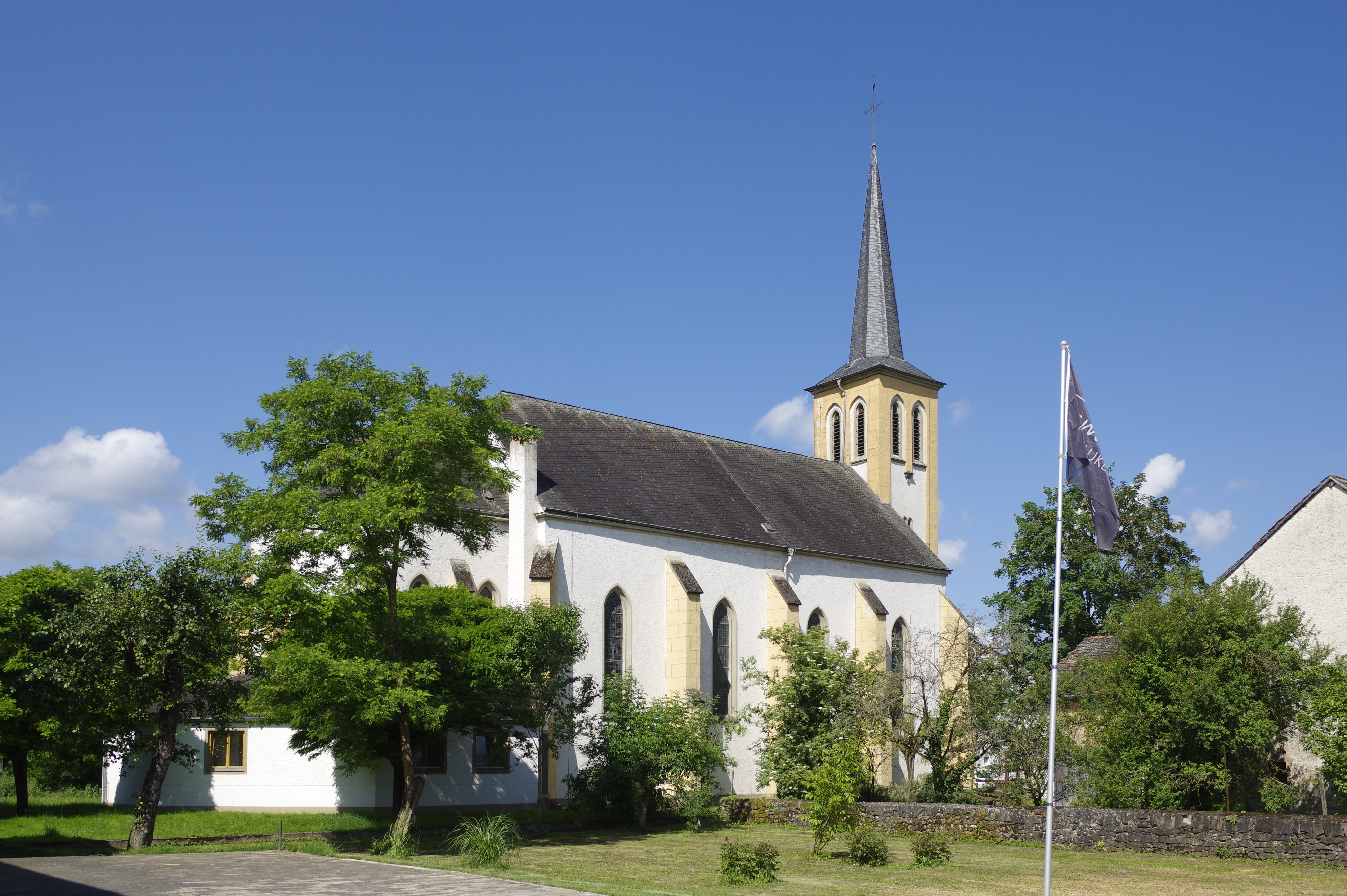
Pfarrkirche St. Peter

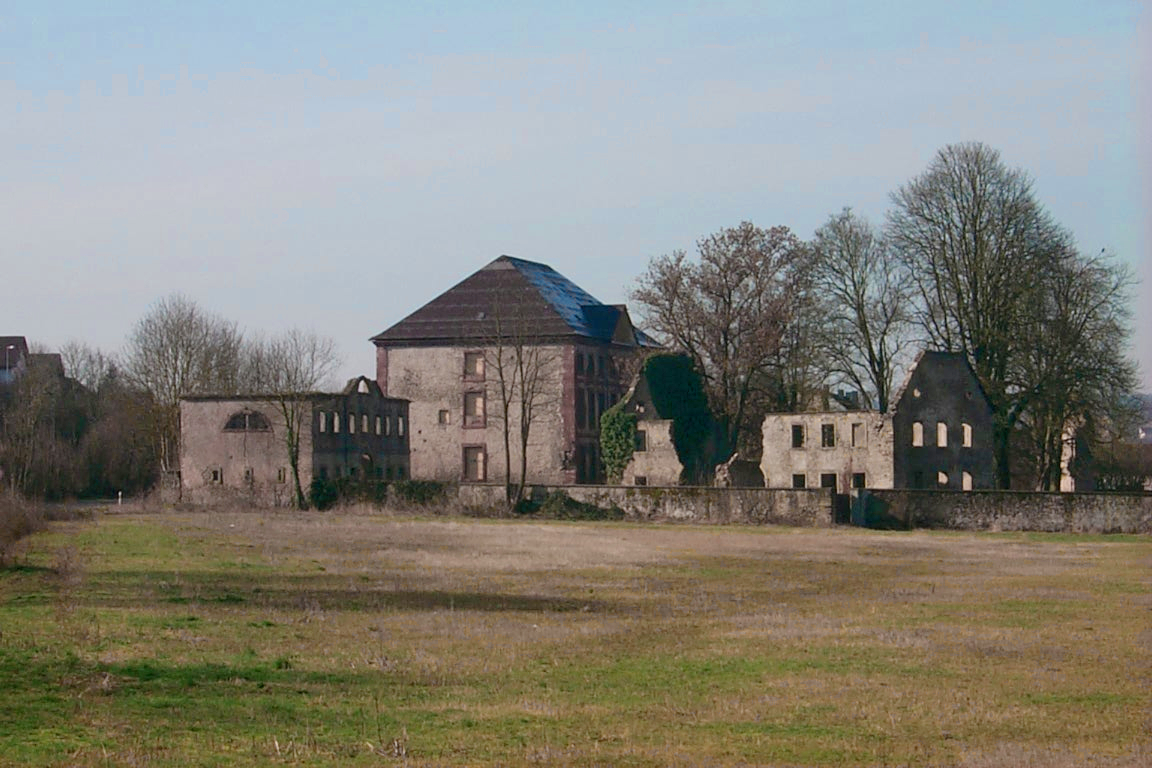
Schloss Georgshof mit den 1999 noch erhaltenen und um 2015 abgerissenen Nebengebäuden

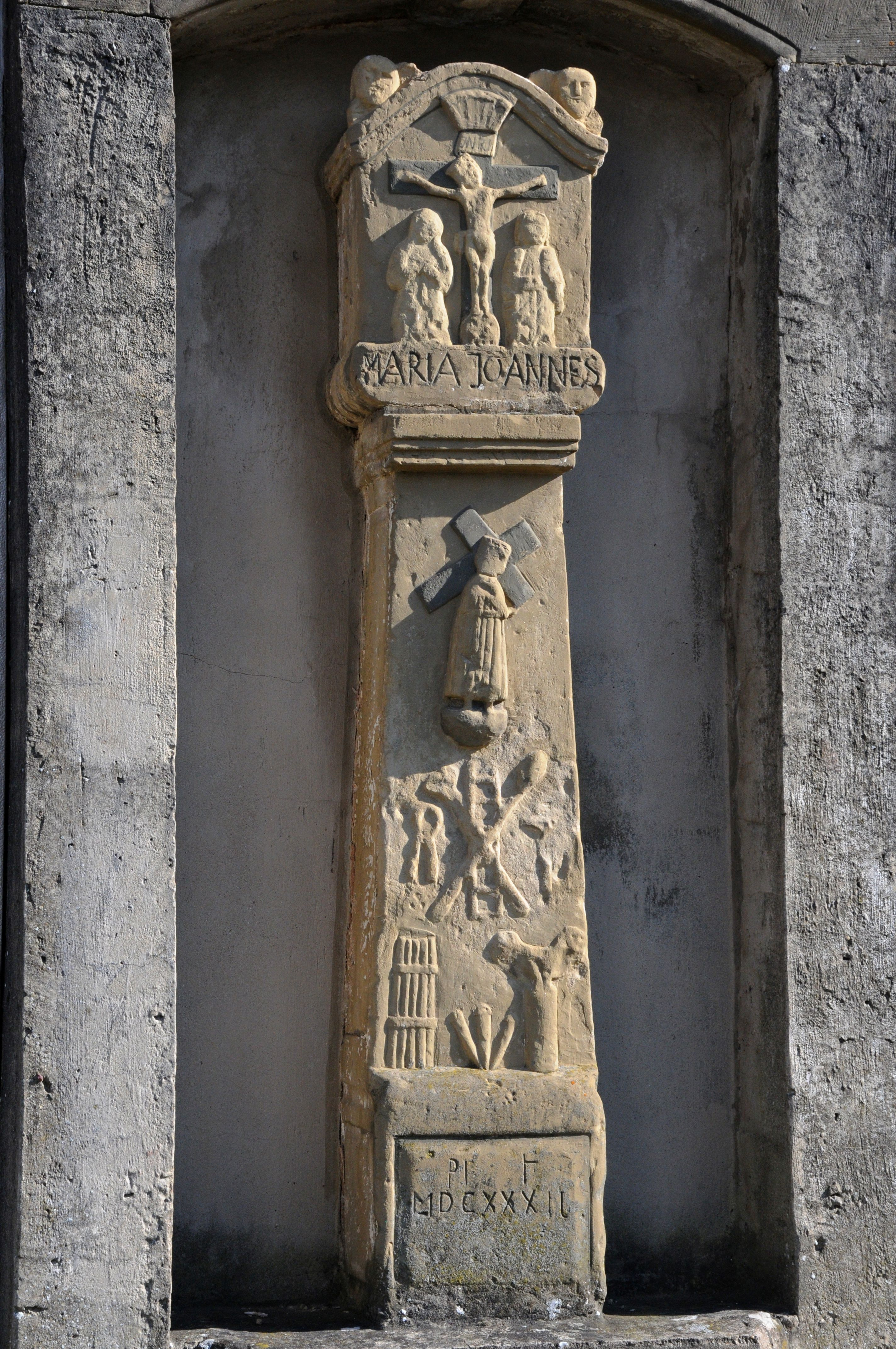
Pestkreuz

Temmels ist eine Ortsgemeinde im Landkreis Trier-Saarburg in Rheinland-Pfalz. Sie gehört der Verbandsgemeinde Konz an.

## Geographie

### Lage
Temmels liegt an der Obermosel, die hier die Grenze zu Luxemburg bildet. Der Ort liegt etwa 20 Kilometer südwestlich von Trier und ist gut zu erreichen über die B 419. Der Ort verfügt über einen Haltepunkt an der Bahnstrecke Trier–Apach (Frankreich).
Der Kretenbach (auch Nassentalbach) fließt der Mosel zu. Er hat eine Länge von 1,9 km.

### Klima
Der Jahresniederschlag beträgt 755 mm.

## Geschichte
Temmels wurde erstmals 634 als Villa Tamaltio im Testament des Adalgisel Grimo urkundlich genannt, genau wie eine dort befindliche Kirche St. Peter. Die beiden Siedlungskerne des Dorfes werden als einerseits römischer und andererseits fränkischer Herkunft angesehen. Temmels gehörte bis zur Französischen Revolution zu Luxemburg. Der Deutsche Orden war hier seit dem 13. Jahrhundert über die Landkommende Trier mit dem Georgshof begütert.
Am 18. Juli 1946 wurde Temmels gemeinsam mit weiteren 80 Gemeinden der Landkreise Trier und Saarburg dem im Februar 1946 von der übrigen französischen Besatzungszone abgetrennten Saargebiet angegliedert, das zu der Zeit nicht mehr dem Alliierten Kontrollrat unterstand. Am 6. Juni 1947 wurde diese territoriale Ausgliederung bis auf 21 Gemeinden wieder zurückgenommen, damit kam Temmels an das 1946 neugebildete Land Rheinland-Pfalz.

## Bevölkerung
Die Entwicklung der Einwohnerzahl von Temmels, die Werte von 1871 bis 1987 beruhen auf Volkszählungen:
| - 1815 – 298 - 1835 – 419 - 1871 – 461 - 1905 – 516 - 1939 – 577 - 1950 – 579 | - 1961 – 631 - 1965 – 625 - 1970 – 592 - 1975 – 572 - 1980 – 556 - 1985 – 540 | - 1987 – 544 - 1990 – 539 - 1995 – 556 - 2000 – 633 - 2005 – 645 - 2010 – 692 |

 Datenquelle: Statistisches Landesamt Rheinland-Pfalz

## Politik

### Gemeinderat
Der Ortsgemeinderat in Temmels besteht aus zwölf Ratsmitgliedern, die bei der Kommunalwahl am 9. Juni 2024 in einer personalisierten Verhältniswahl gewählt wurden, und der ehrenamtlichen Ortsbürgermeisterin als Vorsitzender.
Die Sitzverteilung im Ortsgemeinderat:
| Wahl | SPD | CDU | WGR * | Gesamt   |
| ---- | --- | --- | ----- | -------- |
| 2024 | 7   | –   | 5     | 12 Sitze |
| 2019 | 7   | –   | 5     | 12 Sitze |
| 2014 | 7   | 2   | 3     | 12 Sitze |
| 2009 | 10  | 2   | –     | 12 Sitze |
| 2004 | 7   | 5   | –     | 12 Sitze |

### Bürgermeister
Doris Opitz-Köbernik (SPD) wurde am 10. Juli 2024 Ortsbürgermeisterin von Temmels. Bei der Direktwahl am 9. Juni 2024 war sie als einzige Bewerberin mit einem Stimmenanteil von 61,5 % für fünf Jahre gewählt worden.
Ihre Vorgänger waren Herbert Schneider (SPD), der das Amt seit 2014 innehatte, und Joachim Mimler (SPD) von 1994 bis 2014.

## Sehenswürdigkeiten
- Die katholische Pfarrkirche St. Peter wurde 1861/62 am damaligen Dorfrand in neugotischer Ausstattung erbaut (die alte Kirche mit gleichem Patrozinium lag der Mosel näher auf dem Gelände des jetzigen Friedhofs).
- Im Ortskern befinden sich teils gut erhaltene alte Häuser und Höfe.

- Kulturhistorischen Wert besitzt der Georgshof, ein ehemaliges Landgut der Trier Kommende des Deutschen Ordens. Die 1785/86 erbaute Gebäudegruppe an der Mosel war seit den 1970er Jahren dem Verfall preisgegeben, lässt aber die einstige Bedeutung durchaus noch erkennen. Öffentliche Mittel zur Erhaltung wurden 1996 bewilligt. Vom Hauptgebäude waren zu diesem Zeitpunkt nur noch die Außenwände erhalten, der Bau erhielt in der Folge ein neues Dach und wurde dadurch vor dem völligen Verfall bewahrt. 2009 wurde das Gelände an einen Investor veräußert, der an Stelle der Nebengebäude Neubauten plante, die Nebengebäude sodann abriss, aber keine Neubauten errichtete. Das Hauptgebäude wurde weiter gesichert und in Stand gesetzt, zunächst war der Ausbau als Hotel geplant, seit einiger Zeit ruhen die Arbeiten.[10]
- Pestkreuz von 1640 an der Saarburger Straße

Quereinhäuser
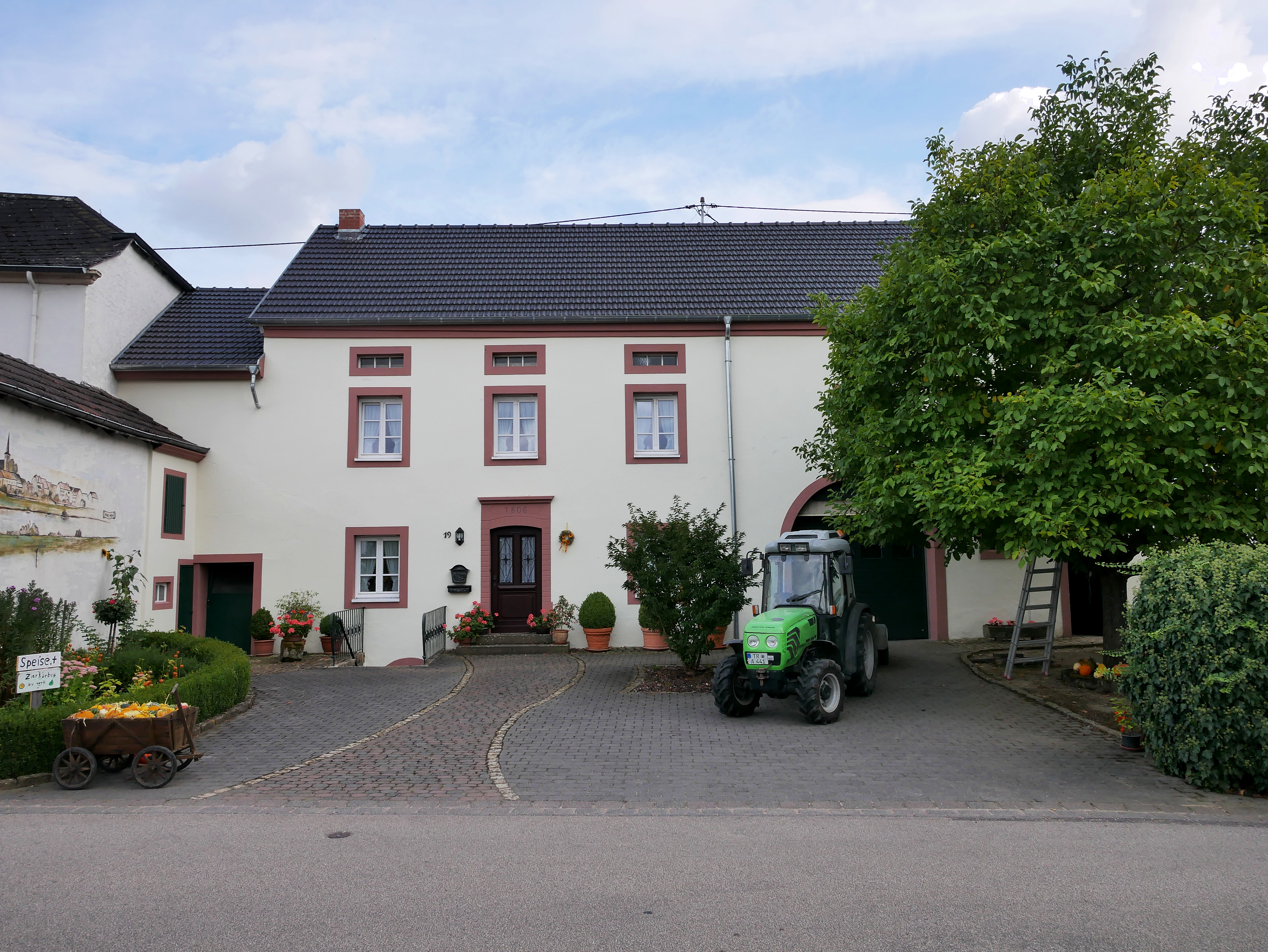
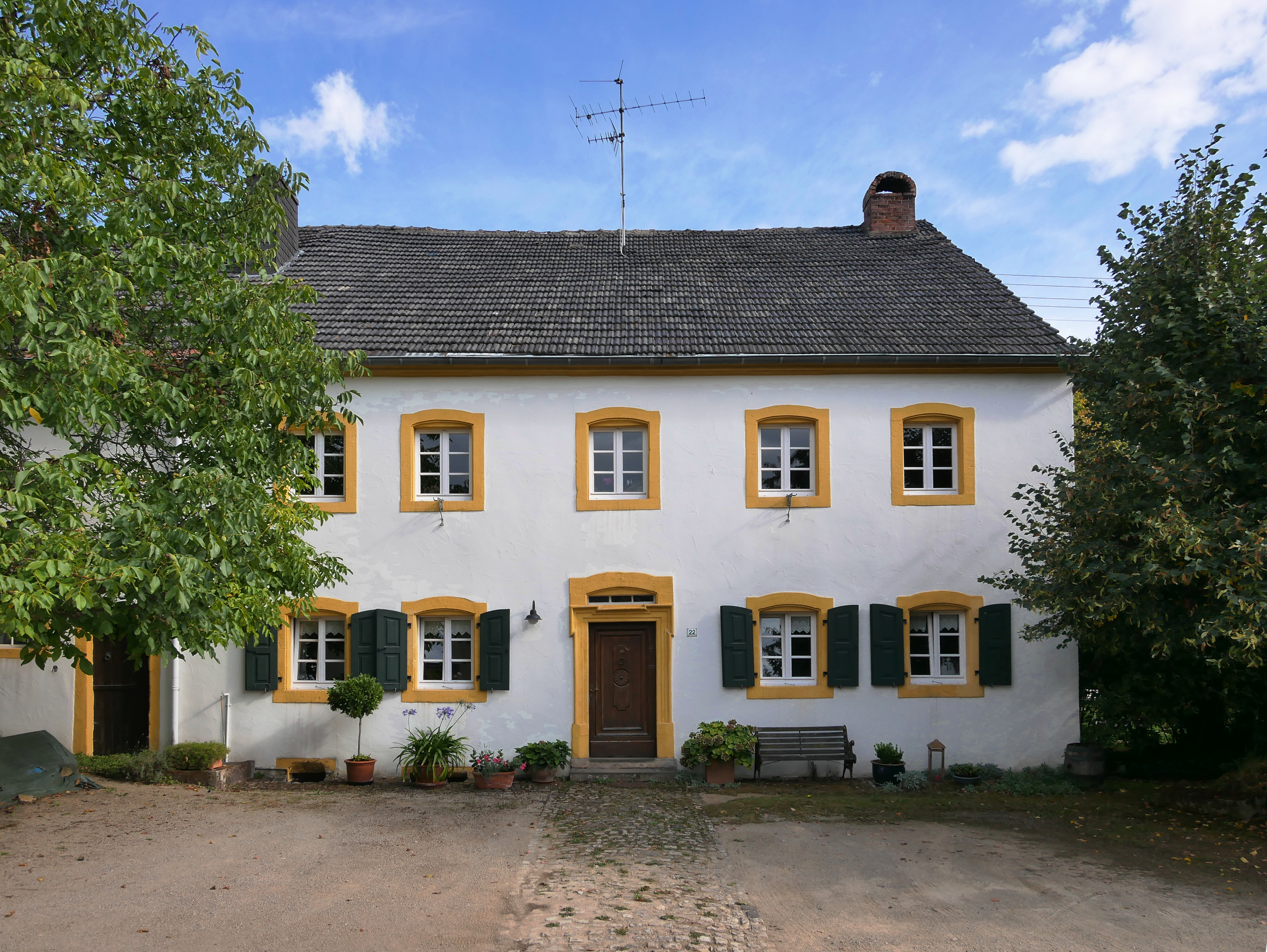
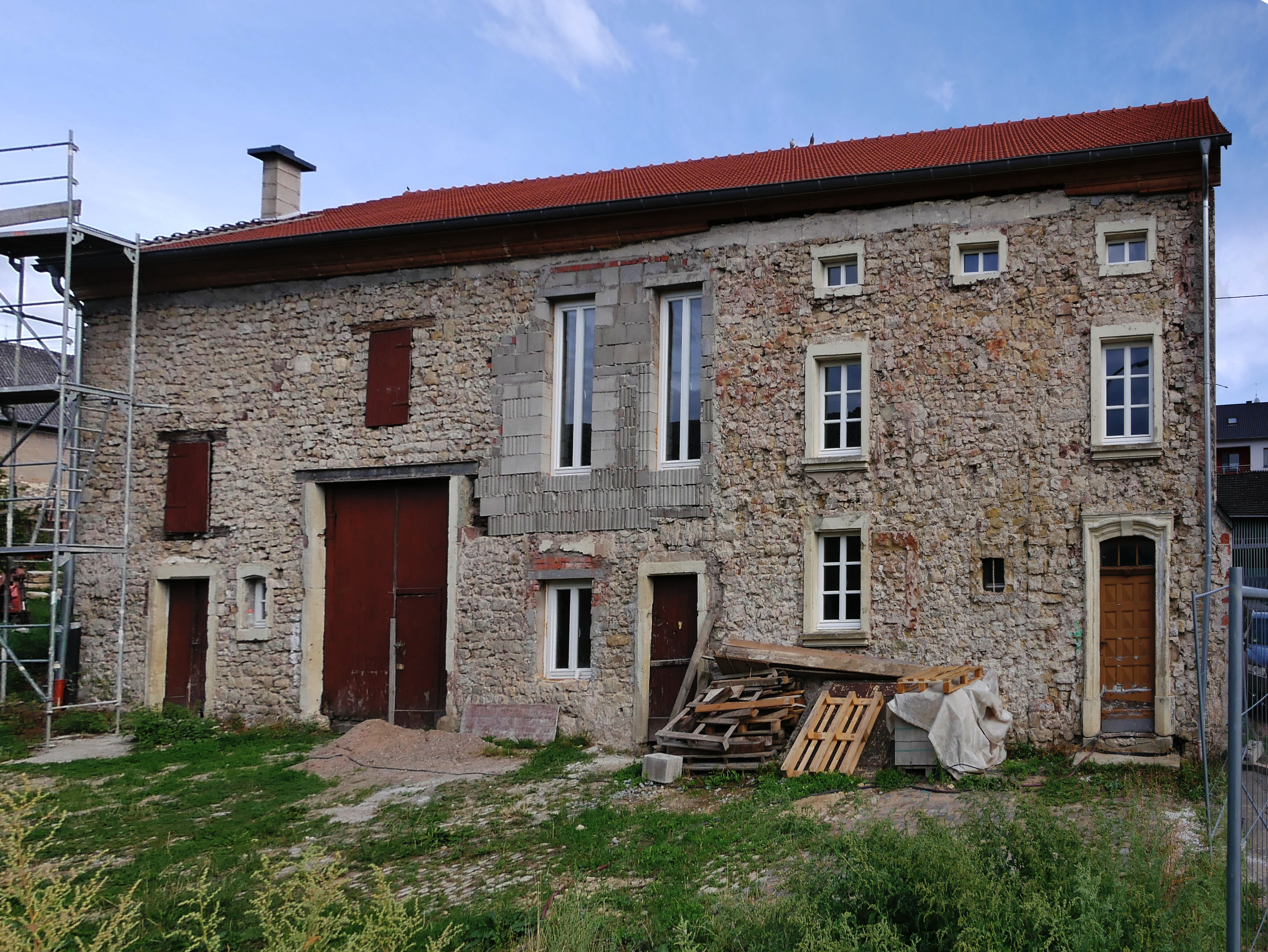
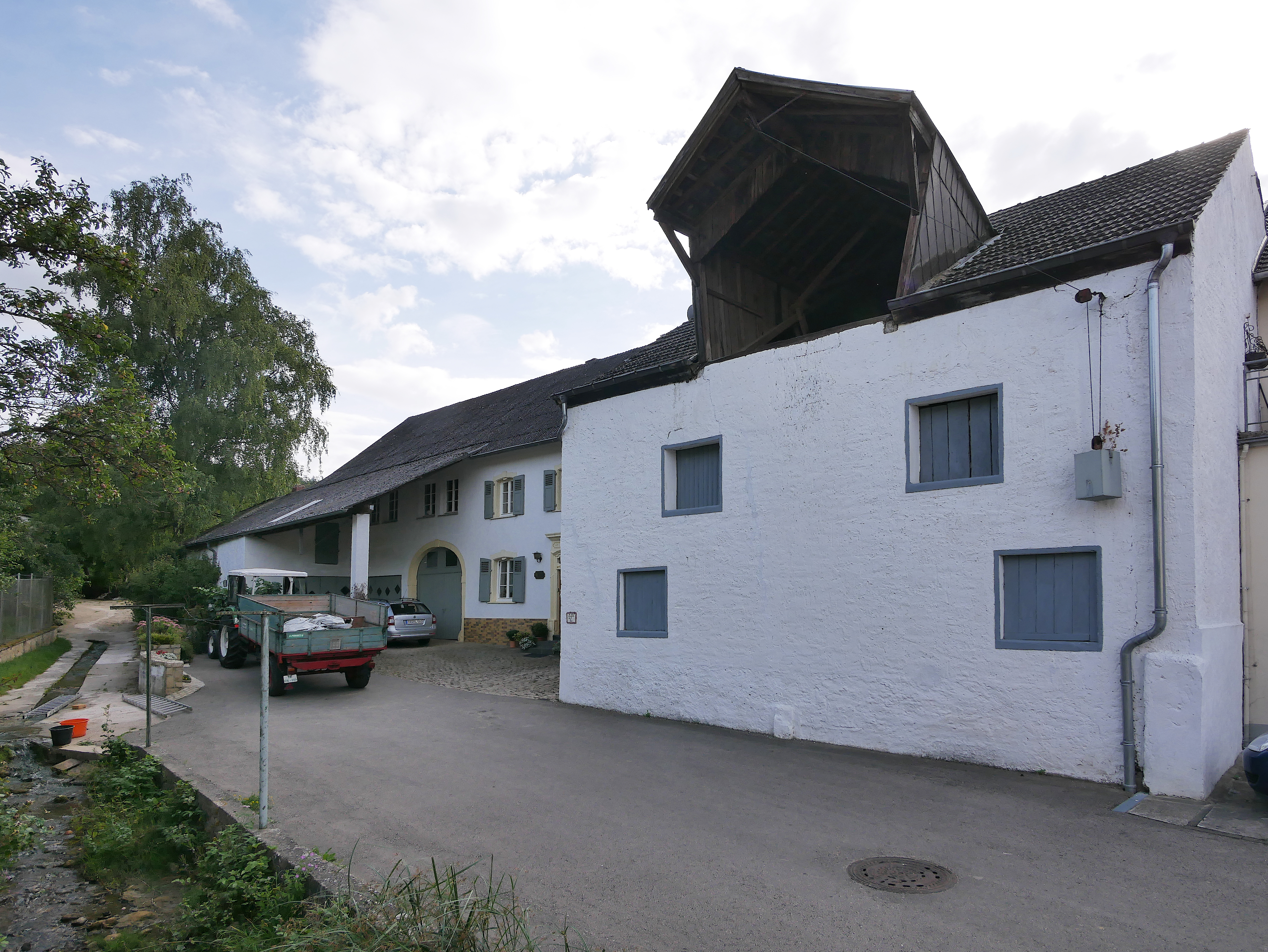

Siehe auch: Liste der Kulturdenkmäler in Temmels